# PGC 213916
LEDA/PGC 213916 ist eine Spiralgalaxie mit im Sternbild Coma Berenices am Nordsternhimmel. Sie ist schätzungsweise 682 Millionen Lichtjahre von der Milchstraße entfernt. Gemeinsam mit NGC 4028 bildet sie ein optisches Galaxienpaar.